# Emma Bezos
María Emma Bezos Martínez (12 de abril de 1967, Benavente, Zamora) es una exjugadora española de baloncesto. Fue internacional por España.